# كفيكبورن
كوييكبورن (كرايس بينبرغ) (بالألمانية: Quickborn) هي مدينة و بلدة ألمانية تقع في ألمانيا في شليسفيغ هولشتاين. يقدر عدد سكانها بـ 20,136 نسمة .

## المدن التوأمة
مدن Boxholm، Uckfield و مالتشو هي مدن توأمة لـكوييكبورن (كرايس بينبرغ).

## أعلام
- هاينريش دانيال ماتياس موهر